# Hondenmolen (Meldert)
De Hondenmolen is een molen in de tot de Oost-Vlaamse gemeente Aalst behorende plaats Meldert, gelegen aan Putstraat 1.
Het betreft een tredmolen waarin honden een karnmolen aandreven. Het bijzondere is dat het uitwendige houten tredwiel nog in goede staat aan de buitenmuur aanwezig is. Het binnenwerk ontbreekt echter. Deze tredmolen stamt uit de 19e eeuw.